# Steve Webb (homme politique)
Steven John Webb (né le 18 juillet 1965) est un homme politique britannique qui est député libéral démocrate de Northavon de 1997 à 2010 et de Thornbury et Yate de 2010 à 2015. Il est ministre d'État aux Pensions dans le gouvernement de coalition de David Cameron.

## Jeunesse
Webb est né à Birmingham de Brian et Patricia Webb et fréquente l'école polyvalente locale, Dartmouth High School, avant de poursuivre ses études de Philosophie, politique et économie au Hertford College, à Oxford. Il travaille ensuite à l'Institute for Fiscal Studies de Londres, où il se spécialise dans la recherche sur la pauvreté, les impôts et les prestations. En 1995, il devient professeur de politique sociale à l'Université de Bath.

## Carrière politique
Aux élections générales de 1997, Webb est élu député de Northavon, juste au nord de Bristol, renversant une majorité conservatrice de plus de 11 000 voix. Il porte sa majorité de 2 137 à 9 877 voix lors de l'élection de 2001 et de nouveau à 11 033 voix  lors de l'élection de 2005.
En 2001, Webb est promu par Charles Kennedy au poste de porte-parole principal des libéraux démocrates sur le travail et les retraites, un portefeuille dont il s'occupe depuis 1999. Il occupe ce poste jusqu'à ce qu'il soit nommé porte-parole des libéraux démocrates pour la santé en 2005. Fin 2006, il devient coordinateur du manifeste du parti pour les prochaines élections générales. Lors du premier remaniement après l'élection à la direction, il est nommé porte-parole des libéraux démocrates pour l'environnement, l'énergie, l'alimentation et les affaires rurales. À la suite du remaniement de Gordon Brown en octobre 2008, il suit Ed Miliband au sein du nouveau ministère de l'Énergie et du Changement climatique. Le 8 janvier 2009, Nick Clegg annonce son «équipe électorale générale» et un «groupe de relance économique» avec Webb nommé porte-parole du travail et des retraites .
Webb est également membre des chrétiens multipartites au Parlement et vice-président du Forum chrétien libéral démocrate . Il est l'un des premiers députés à avoir un blog et un site Web, et en 2004, son site Web, qui utilise la technologie SMS, est récompensé lors des New Statesman New Media Awards et, en février 2005, par le Prix de la démocratie électronique de la Hansard Society. Il reconnait également le potentiel émergent des réseaux sociaux en ligne en rejoignant Myspace et Facebook, deux des plus grands sites Web de médias sociaux à l'époque. Il est l'un des contributeurs au Livre Orange (2004) et est l'auteur d'un chapitre dans The Future of the NHS .
Compte tenu de son profil et de sa popularité croissantes au sein du parti en raison de son rôle de coordinateur du manifeste, il est considéré comme un candidat probable pour le vote du groupe social-libéral lors des futures élections à la direction. Simon Hughes a été le précédent " porte-étendard" lors des élections à la direction de 1999 et 2006. Le 17 octobre 2007, le site Web Bloggers4Steve annonce que Webb a reçu suffisamment de soutiens de députés pour se présenter. Malgré cela, le 18 octobre, Webb annonce qu'il ne se présentait pas et soutiendrait Nick Clegg pour le poste de leader, qui est finalement le candidat retenu .
Aux élections générales de 2010, la circonscription de Northavon est divisée en deux nouvelles circonscriptions. Par la suite, Webb est élu pour la nouvelle circonscription de Thornbury et Yate, qui couvre la majeure partie du terrain initialement couvert par Northavon.
Dans une lettre datée du 12 avril 2010, Webb déclare au nom des libéraux démocrates: "Nous sommes très clairs que tous les droits acquis doivent être honorés: une promesse de pension faite doit être une promesse de pension tenue. Par conséquent, nous n'apporterions aucune modification aux droits à pension qui ont déjà été constitués. J'ai confirmé que je considérais les droits indexés accumulés comme protégés. " Cependant, en juillet 2010, en tant que ministre de la Coalition pour les travaux publics et les pensions, Webb annonce son intention de lier les paiements de pension du secteur privé à l'indice des prix à la consommation (IPC) au lieu de l'indice des prix de détail (IPR), ce qui réduirait la valeur de l'indice pleinement accumulé. -pensions liées ,.
En tant que ministre des Pensions dans le gouvernement de coalition, Webb mène des changements majeurs dans le système de pensions. Le «triple lock» des pensions garantit que la pension de l'État augmente chaque année du plus haut taux d'inflation, de salaire ou de 2,5%.
À l'automne 2012, l'inscription automatique est introduite pour les grandes entreprises au Royaume-Uni, et est déployée dans les petites entreprises au cours des quatre années suivantes. Elle inscrit automatiquement les salariés dans un régime de retraite contributif, à moins qu'ils ne se retirent. Les estimations suggèrent que 600 000 personnes étaient automatiquement inscrites à la fin de 2013, et qu'en 2014, 11 millions de livres sterling par an seraient ajoutés à l'investissement total du Royaume-Uni dans les retraites .
Lors des élections générales de mai 2015, il perd son siège au profit du conservateur Luke Hall.

## Carrière ultérieure
Webb est fait chevalier lors des honneurs du Nouvel An 2017.
En août 2015, il devient directeur des politiques et des communications externes de la mutuelle de services financiers "Royal London". Les règles parlementaires ont empêché Webb d'exercer un lobby politique direct pendant les deux premières années . En 2020, Webb quitte Royal London pour un poste d'associé au sein du cabinet de conseil Lane Clark and Peacock .

## Vie privée
Le 10 juillet 1993, Webb épouse Helen, une membre de son église locale à Clapham, au sud de Londres. Un an plus tard, le couple déménage à Bristol; ils ont deux enfants.